# Baranowo (Mikołajki)
Baranowo [baraˈnɔvɔ] (deutsch Barranowo, auch: Baranowo, 1938–1945 Hoverbeck) ist ein Dorf in der polnischen Woiwodschaft Ermland-Masuren. Es gehört zur Gmina Mikołajki (Stadt- und Landgemeinde Nikolaiken) im Powiat Mrągowski (Kreis Sensburg).

## Geographische Lage
Baranowo liegt in der südlichen Mitte der Woiwodschaft Ermland-Masuren nordwestlich des Landschaftsschutzparks Masuren (polnisch Mazurski Park Krajobrazowy). Bis zur Kreisstadt Mrągowo (deutsch Sensburg) sind es elf Kilometer in nordwestlicher Richtung.
Der Schriftsteller Arno Surminski bekundet, dass er die Birkenallee zwischen Nikolaiken und Barranowen als die schönste Landstraße Ostpreußens empfindet.

## Geschichte
Das Gründungsjahr Barranowens (gebräuchliche Namensschreibweise auch: Baranowen) ist nicht sicher festzustellen. Der Ort wurde erstmals im 16. Jahrhundert erwähnt. Bis 1945 war er von einem großen Gut mit einem entsprechend großen Park geprägt.

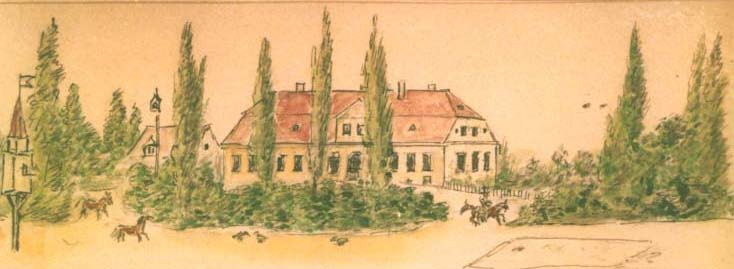
Gutshausanlage Barranowen im Jahr 1850

Bis 1928 war der Gutsbezirk Barranowen ein von der Landgemeinde getrennter kommunaler Verwaltungsbezirk.
Am 8. April 1874 wurde Barranowen Amtssitz und namensgebend für einen Amtsbezirk im Kreis Sensburg im Regierungsbezirk Gumbinnen (1905–1945 Regierungsbezirk Allenstein) in der preußischen Provinz Ostpreußen. Er bestand bis 1945. Zugeordnet waren u. a.: Barranowen (Dorf), Barranowen (Gut), Faszen (1938–1945 Fasten, polnisch Faszcze) und Zudnochen (1938–1945 Siebenhöfen, polnisch Cudnochy), später auch Vollmarstein (polnisch Nowe Nadawki).
Aufgrund der Bestimmungen des Versailler Vertrags stimmte die Bevölkerung im Abstimmungsgebiet Allenstein, zu dem Barranowen gehörte, am 11. Juli 1920 über die weitere staatliche Zugehörigkeit zu Ostpreußen (und damit zu Deutschland) oder den Anschluss an Polen ab. In Barranowen stimmten 200 Einwohner für den Verbleib bei Ostpreußen, auf Polen entfielen keine Stimmen.
Aus politisch-ideologischen Gründen der Abwehr fremdländisch klingender Ortsnamen wurde Barranowen am 3. Juni (amtlich bestätigt am 16. Juli) 1938 in „Hoverbeck“ umbenannt. 1945 kam das Dorf mit dem gesamten südlichen Ostpreußen zu Polen und erhielt die polnische Namensform Baranowo. Heute ist es Sitz eines Schulzenamtes (polnisch Sołectwo) und somit eine Ortschaft im Verbund der Stadt- und Landgemeinde Mikołajki (Nikolaiken) im Powiat Mrągowski (Kreis Sensburg), bis 1998 der Woiwodschaft Olsztyn (Allenstein), seither der Woiwodschaft Ermland-Masuren zugehörig.

### Eingemeindungen
In die Landgemeinde (ab 1935 Gemeinde) Barranowen wurden am 30. September 1928 eingemeindet: der Gutsbezirk Barranowen sowie das Vorwerk Vollmarstein (polnisch Nowe Nadawki).

### Einwohnerentwicklung
Die Einwohnerentwicklung Barranowens resp. Hoverbecks nahm folgenden Verlauf:
| Jahr | Anzahl |
| ---- | ------ |
| 1867 | 249    |
| 1885 | 263    |
| 1898 | 292    |
| 1905 | 260    |
| 1910 | 258    |
| 1933 | 576    |
| 1939 | 567    |
| 2011 | 627    |

## Kirche

### Kirchengebäude

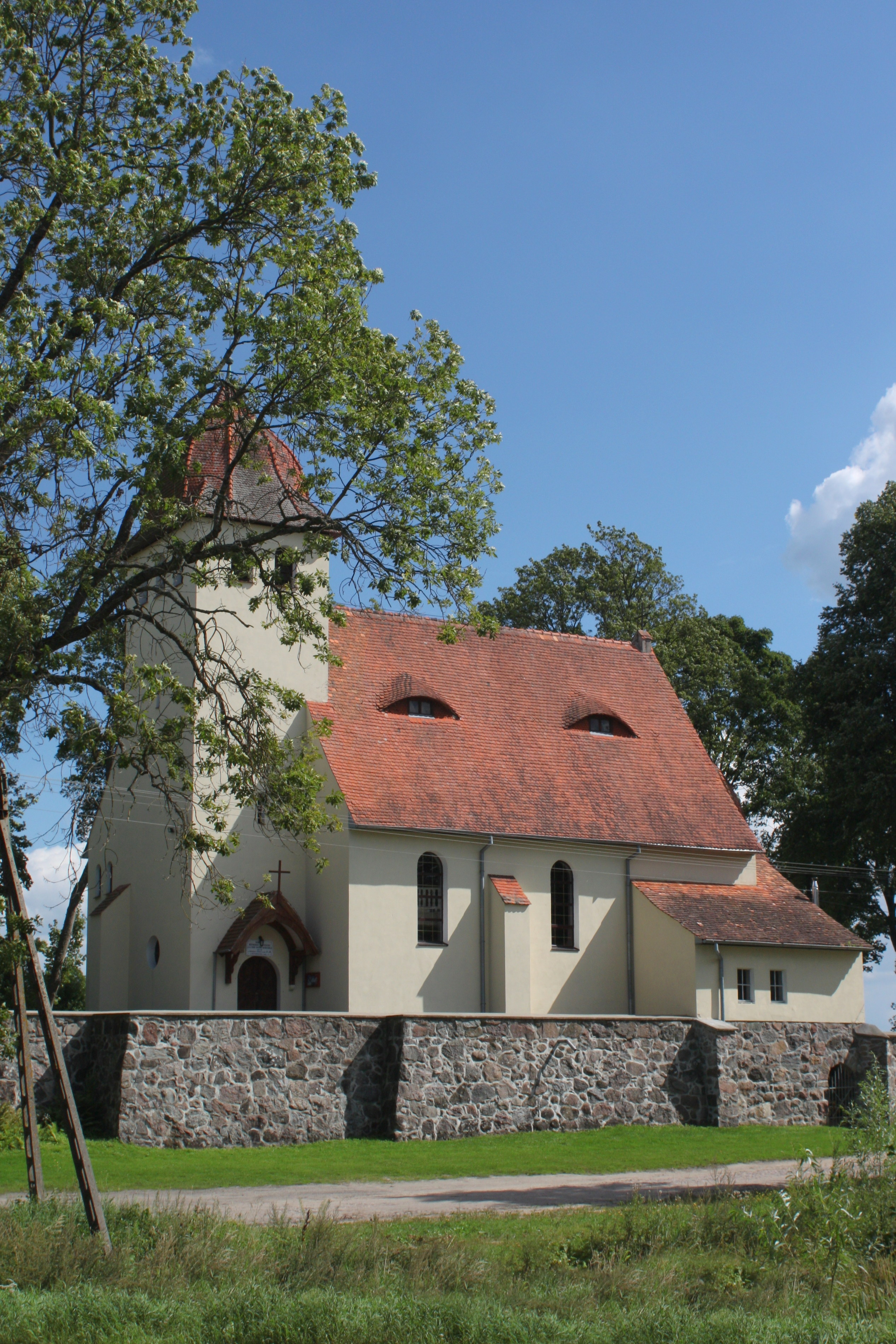
Die katholische, einst evangelische Kirche in Baranowo

Eine – damals evangelische – Kirche wurde in Barranowen in den Jahren 1904 bis 1907 gebaut und am Erntedanktag des Jahres 1907 eingeweiht. Es handelt sich um ein eklektizistisches Bauwerk mit vorgelegtem Turm und angesetztem Chor. Nach 1945 ging das Gebäude in katholisches Eigentum über. Nach mehrfachen baulichen Veränderungen wurde es im Jahre 1984 eine der „Maria – Mutter der Kirche“ geweihte Pfarrkirche (Kościół Najświętszej Maryi Panny Matki Kościoła).

### Kirchengemeinde

#### Evangelisch
Im Jahre 1902 wurde in Barranowen eine evangelische Kirchengemeinde gegründet. In das Kirchspiel wurden die benachbarten Ortschaften der Kirchspiele Sensburg und Nikolaiken umgepfarrt. Die Pfarrei zählte 1925 insgesamt 2.700 Gemeindeglieder und gehörte bis 1945 zum Kirchenkreis Sensburg in der Kirchenprovinz Ostpreußen der Evangelischen Kirche der Altpreußischen Union. Flucht und Vertreibung der einheimischen Bevölkerung ließen die evangelische Gemeinde in Baranowo nach 1945 absterben. Hier heute lebende wenige evangelische Kirchenglieder halten sich jetzt zur Kirche in Mikołajki in der Diözese Masuren der Evangelisch-Augsburgischen Kirche in Polen.

#### Katholisch
Lebten vor 1945 nur wenige Katholiken in der Region Barranowen, so stieg ihre Zahl nach dem Zweiten Weltkrieg aufgrund von Neuansiedlungen polnischer Bürger stark. Bald konstituierte sich hier eine Gemeinde, die das bisher evangelische Gotteshaus als ihre Kirche nutzte und 1984 als Pfarrkirche einweihte. Zugeordnet wurde eine Filialkirche in Zełwągi (Selbongen). Die Pfarrei ist in das Dekanat Mikołajki im Bistum Ełk der polnischen katholischen Kirche eingegliedert.

## Gut Barranowen/Hoverbeck

### Gutshaus

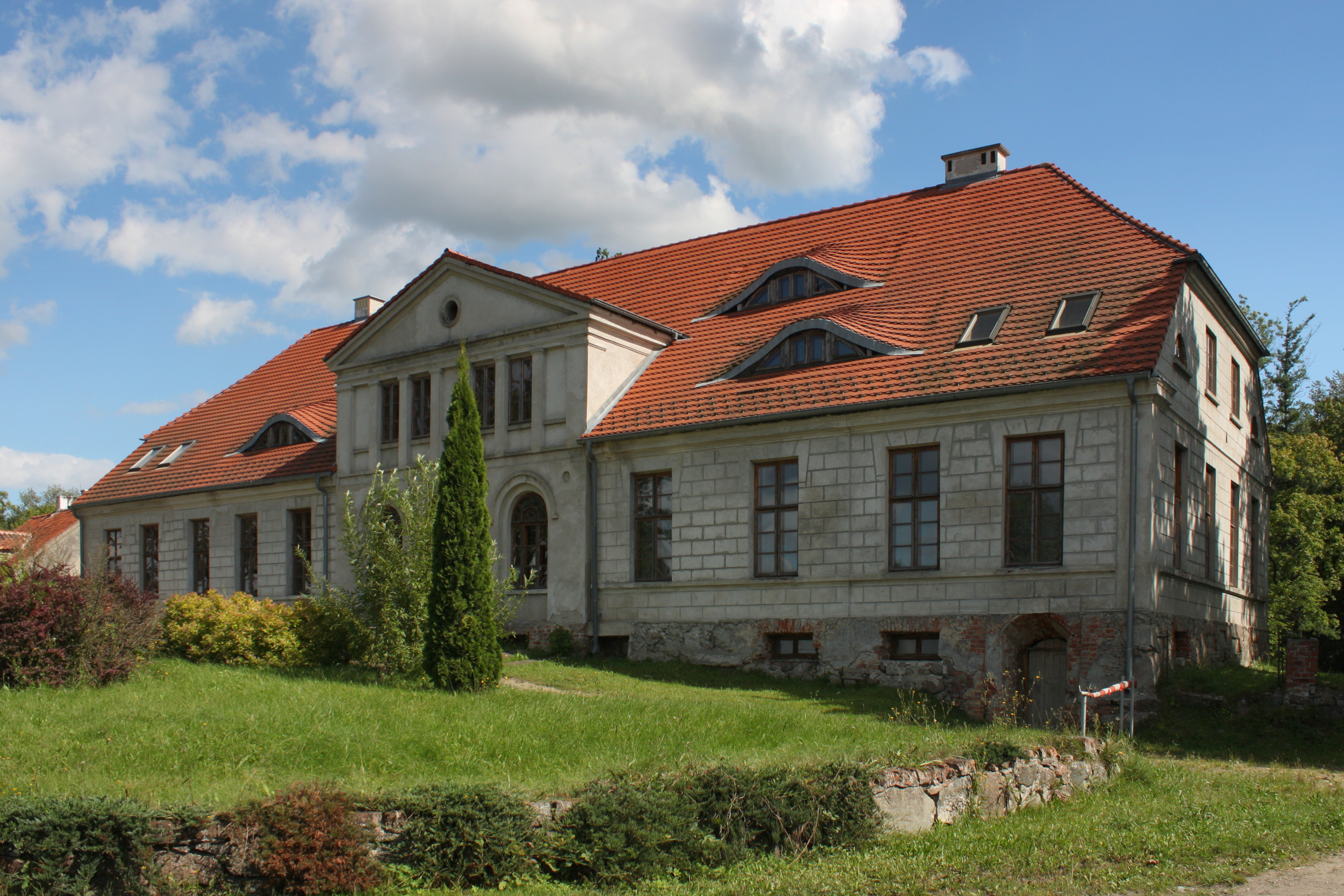
Das Gutshaus Barranowen/Hoverbeck in Baranowo

In Baranowo steht noch das alte, zwischenzeitlich verfallene, aber äußerlich wiederhergestellte Herrenhaus des Gutes Barranowen, das 1838 auf den Grundmauern eines zuvor abgebrannten Vorgängerbaus errichtet worden war. In den 1990er Jahren wurde das Gebäude renoviert, so dass es sich heute in einem äußerlich ansprechenden Erscheinungsbild darstellt.

### Gutsbesitzer
Zum Ende des 16. Jahrhunderts gehörte das Gut Barranowen einem Wilhelm Milowski. In einer Verschreibungsurkunde Anno 1613 wurden einem „… Herren Fuchsen … 50 Hufen zu Barranowen im Rheinischen …“ verschrieben. 1640 erhält Johann von Hoverbeck vom Großen Kurfürsten das 81 Hufen große Dorf Barranowen in Anerkennung seiner Verdienste.
1764 verkauft die Witwe von Hoverbeck das Gut mit allen Zubehörungen an Stephan K. von Bieberstein. In dieser Familie blieb das Gut bis zur Zwangsversteigerung im Jahre 1830. Über die Familie Rogalla von Bieberstein gelangte das Gut 1900 auf dem Erbwege in den Besitz der Freiherren von Ketelhodt, die es bis 1945 bewirtschafteten. Es gab hier Vieh- und Schafzucht, eine Brennerei und ein Sägewerk. Die Gutsfläche betrug 617 Hektar.
Letzter Besitzer war Vredeber Frhr. von Ketelhodt. Er konnte aus Ostpreußen fliehen und fand in Behringen in Thüringen Aufnahme.

## Wirtschaft und Infrastruktur

### Verkehr
Seit 1911 ist Barranowen eine Bahnstation. Bis 1945 war sie der Bahnstrecke Sensburg–Lyck zugeordnet, nach 1945 der Strecke Czerwonka–Ełk. Die Linie wird heute nicht mehr befahren, im Jahre 2017 wurde sie für zwei Monate neu zum Leben erweckt, dann aber wieder geschlossen. Eine Bahnanbindung besteht heute für Baranowo und die Region Mrągowo nicht.

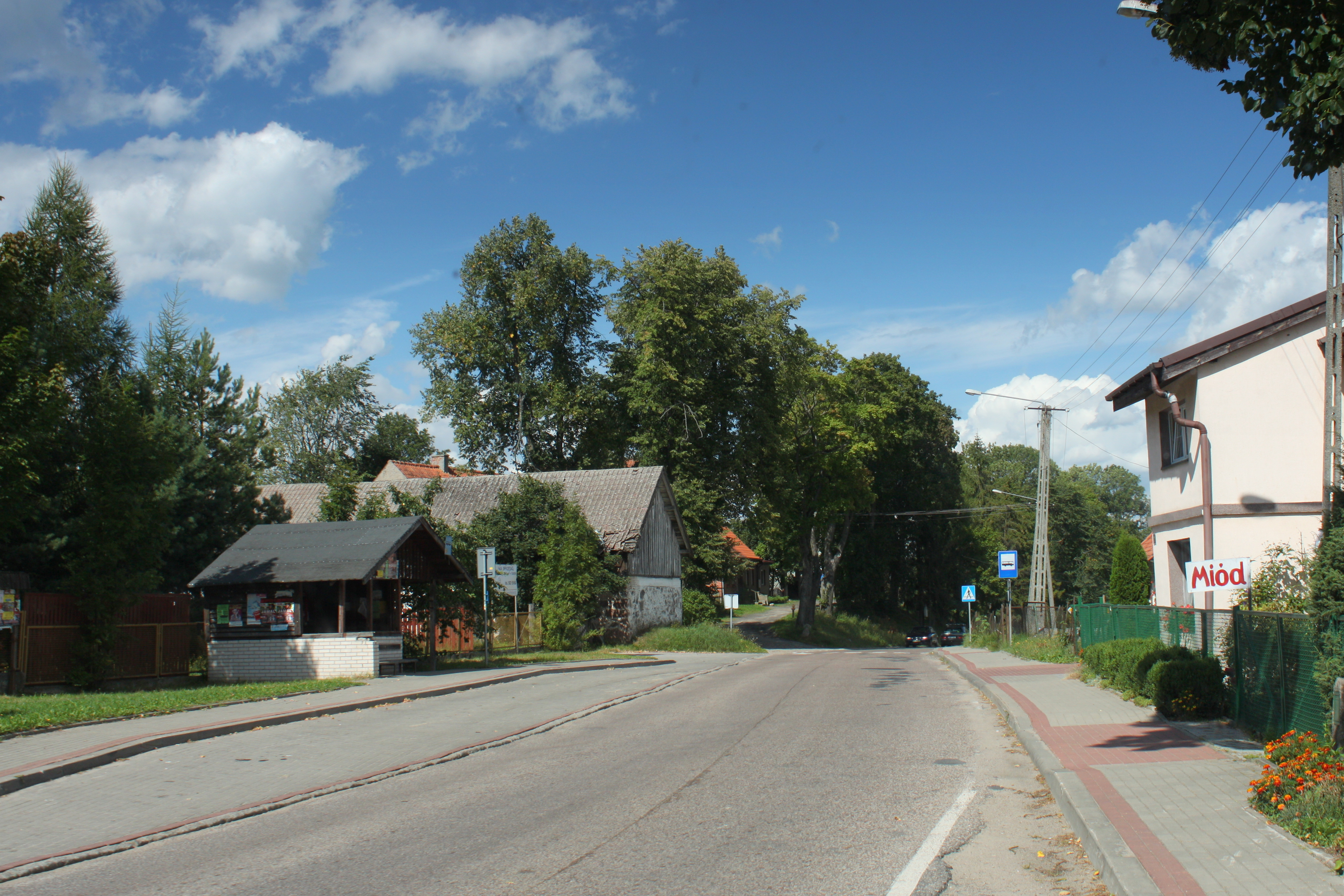
Die Landesstraße 16 in der Ortsdurchfahrt Baranowo

Durch Baranowo verläuft die bedeutende Straßenverkehrsachse der polnischen Landesstraße 16 (einstige deutsche Reichsstraße 127), die in West-Ost-Richtung drei Woiwodschaften miteinander verbindet und bis nach Litauen führt. Baranowo ist außerdem über eine Nebenstraße mit den Nachbarorten Faszcze (Faszen, 1938 bis 1945 Fasten) und Małoszewo (Wiesenau) verbunden.

### Agrarversuchsanstalt
Das nach dem Zweiten Weltkrieg als Verwaltungssitz und Wohnhaus eines Staatsgutes genutzte frühere Gutsherrenhaus ist seit den 1980er Jahren eine Versuchsanstalt für Agrarbiologie der Polnischen Akademie der Wissenschaften („Polska Akademia Nauk“ – PAN). Geplant ist jetzt die Einrichtung eines ökologischen Schulungszentrums als Grundschule mit Gymnasium.

## Aus dem Ort gebürtig
- Ferdinand Rogalla von Bieberstein (* 21. Januar 1857 auf Gut Barranowen), preußischer Rittergutsbesitzer, Politiker und Rechtsritter des Johanniterordens († 1945)
- Hans Georg Brenner (* 13. Februar 1903 in Barranowen), deutscher Schriftsteller, Übersetzer und Lektor († 1961)

## Sonstiges

### TV-Serie „Immenhof“
Das frühere Barranower Gutshaus wurde 1995 für die Fernsehserie Immenhof als Drehort hergerichtet. Filmisch dargestellt wurde der Besuch einer Gräfin in ihrer alten ostpreußischen Heimat. Auch die Dorfschule wurde in die Handlung einbezogen.